# HD9696
HD9696 — хімічно пекулярна зоря спектрального класу B8, що має видиму зоряну величину в смузі V приблизно  8,7.
Вона  розташована на відстані близько 1405,8 світлових років від Сонця.

## Пекулярний хімічний вміст
Зоряна атмосфера HD9696 має підвищений вміст 
Si
.